# シュードラ
シュードラ（शूद्र、Śūdra、首陀羅）とはインドのヒンドゥー教における第4位のヴァルナであり、隷属民を表す。カーストの最下位に位置するが、さらにその下に不可触民がいる。

## 概要
インドにおいて、シュードラは歴史的にヴェーダの儀礼祭式より排除されるなど、様々な差別待遇を受けてきた。他の宗教からヒンドゥー教に改宗した場合、改宗者は自動的にこのカーストにつくことになる。
バラモン教の聖典『リグ・ヴェーダ』の「原人の歌」 (पुरुषसूक्त, Puruṣa sūkta) では、バラモンは創造主バルマの口から、クシャトリアは腕から、ヴァイシャは腿から、そしてシュードラは足から生まれたと語られているが、この部分は後世になって付け加えられたものであることが確実視されている。
シュードラは職業の自由が奪われており、人の嫌がる職業にしか就くことができない。バラモン、クシャトリヤ、ヴァイシャの上位 3 身分に仕えることが主な仕事であり、インド社会における苦役を一手に引き受ける階級とされる。上位 3 身分が「ドヴィジャ」（再生族）であるのに対して、単に母親から生まれただけの「エーカジャ」（一生族）とされており、ヴェーダを学ぶことが許されていない。ヒンドゥー教の経典『マヌ法典』には「聖典ヴェーダを読む声にシュードラが不届きにも耳を傾けたなら、熱く解けた鉛を耳に流し込んで罰すべし」と記されている。また、このカーストから生まれた子供は、自動的にシュードラとなり、差別を受けるようになる。時代の変遷とともに、ヴァイシャおよびシュードラの両ヴァルナと職業の関係に変化が生じ、ヴァイシャは商人を、シュードラは農牧業や手工業など生産に従事する広汎な大衆を指すようになった。
ヴァルナ（四種姓）の構図にしたがえば、以上述べたとおり、最下層にあるのはシュードラということになるが、現実のインド社会の実態は異なる。シュードラは、「ヴァルナ・ヴィヤヴァスター」 (वर्णव्यवस्था Varṇa-vyavasthā) と称されるヴァルナの枠組みのなかにあり、ヒンドゥー社会では、まだ人間として扱われている。そして、この枠組みにすら入ることのできない、見るのも触るのも穢れるとみなされ、人間以下の扱いをされている人々が存在する。これが、不可触民（ダリット、アスブリシュヤ）と呼ばれるアウト・カーストの人々である。
時代がくだるとともに、シュードラに対する差別は穏やかなものになっていくが、不可触民への差別はむしろ強くなっており、現代にいたってもインド社会の宿痾となっている。

## シュードラのサブ・カースト
シュードラに属するジャーティには、次のようなものがある。
- ダーサ (दास, Dāsa)
- edumuddis
- khatik
- pannadais
- parayans
- parayerris

これらは、シュードラを構成するサブ・カーストと見なされており、盗賊から政治家に転身したプーラン・デーヴィーは、シュードラ階級出身の女性で、小舟を操ることを生業とするマッラー (मल्लाह, mallah) というジャーティの家に生まれた。